# Werner Legère
Werner Legère (28. května 1912, Hohenstein-Ernstthal – 14. října 1998, Glauchau) byl německý (NDR) spisovatel, především autor dobrodružných, historických a cestopisných knih pro mládež.

## Život
Werner Legère se narodil v rodině úředníka, roku 1928 ukončil střední školu v Saské Kamenici (Chemnitz) a poté absolvoval tříletou praxi v tkalcovně v rodném městě. Pak pracoval jako knihkupec a od roku 1934 v Oberlungwitz jako stenotypista a cizojazyčný korespondent (odpovídal za korespondenci firmy ve francouzštině, angličtině, španělštině a portugalštině). Již v této době vydal v regionálních novinách svůj první esej, týkající se jeho rodáka Karla Maye.
Roku 1940 byl povolán do vojenské služby. Nejprve sloužil ve Francii, ale pak byl poslán na východní frontu. Zde upadl do sovětského zajetí a vrátil se z něho až v roce 1947. Do roku 1954 pracoval jako správní úředník, získal uznání jako fotograf dokumentující rozvoj rodného města a po úspěchu svého románu Ich war in Timbuktu (1953, Byl jsem v Timbuktu) se stal spisovatelem na volné noze.
V roce 1992 se zasloužil o odhalení sochy Karla Maye ve svém rodném městě a v roce 1993 obdržel čestné občanství tohoto města.
Proslul především jako autor dobrodružných, historických a cestopisných knih pro mládež, za které získal řadu ocenění, např. roku 1988 Záslužnou medaili NDR (Verdienstmedaille der DDR).

## Dílo
- Ich war in Timbuktu (1953, Byl jsem v Timbuktu), cestopisný historický román pro mládež, jehož hrdinou je francouzský cestovatel René Caillié, který jako první Evropan vrátil živ z tajemného města Timbuktu.
- Unter Korsaren verschollen (1955, Sám mezi korzáry), dobrodružný román o nájezdech alžírských korzárů ve Středozemním moři v první třetině 19. století. Autorovo nejúspěšnější dílo.[1]
- Die Verschwörung vom Rio Cayado (1956, Spiknutí od Rio Cayado), dobrodružný příběh pro mládež.
- Schwester Florence (1956, Sestra Florence), životopis anglické ošetřovatelky Florence Nightingalové
- Der Ruf von Castiglione (1960, Pověst o Castiglione), životní příběh zakladatele červeného kříže Jeana Henriho Dunanta.
- Stern aus Jakob (1963, Jakobova hvězda), román o povstání Bar Kochby v letech 132–135.
- Die Stiere von Assur (1969, Býci Asýrie), román z dob starozákonního proroka Izaiáše.
- Der gefürchtete Gaismair (976, Obávaný Gaismair), rozsáhlý historický román pro dospělé čtenáře o vůdci tyrolských sedláků v období německé selské války Michaelovi Gaismairovi.
- In allen meinen Taten (982, Všemi svými činy), historický román německém barokním básníkovi Paoulovi Flemingovi.
- Die Nacht von Santa Rita (1997, Noc v Santa Ritě), historický román o legendárním náčelníkovi Apačů jménem Mangas Coloradas, bojujícího proti Mexičanům. Román nesměl v NDR vyjít, byl vydán až roku 1997 v nakladatelství Karl-May-Verlag.
- V současné době existují ještě tři autorovy nevydané rukopisy ''Die Cocusnusschale (Cocusnusschale), Schwarze Esther (Černá Ester) a Der Strafgefangene von Paramatta (Trestanec z Paramatty).

## Česká vydání
- Sám mezi korzáry, Albatros, Praha 1977, přeložil Josef Poláček.